# Emu Park
Emu Park is een plaats in de Australische deelstaat Queensland en telt 2967 inwoners (2006).